# Дагги-Тиц
«Дагги-Тиц» — повесть Владислава Крапивина. Написана в 2007 году и опубликована в 2008 году. Действие отнесено к современности, к 2007 году. Главный герой, мальчик Иннокентий Гусев (Инки) страдает от одиночества и унижений в школе; у него нет отца и друзей, за исключением девочки Полянки, а мать постоянно отсутствует. Инки живёт в мире собственных фантазий, в его жизни есть только старые ржавые ходики, муха, которая оказывается лучшим «другом» и воображаемые двойняшки-акробатики, танцующие на натянутой над кроватью леске. После переезда с мамой и отчимом в другой город Инки вовлекается в конфликт между местными детьми и криминальным бизнесменом по фамилии Молочный. Повесть вошла в шорт-лист премии «Ясная поляна» за 2008 год и победила в номинации «Лучшая детская книга для взрослых» среди лучших книг года по версии журнала «Афиша».
Повесть повторяет многие сюжеты из ранних книг Крапивина и в то же время описывает реалии 2000-х годов: мобильники и выборы в регионах, вымогательство со стороны старшеклассников и убийства в тюрьмах. Критики отметили тему детского одиночества, проблему победы над злом, гротескность образов персонажей. По мнению литературного критика Льва Данилкина, автору удалось ясно показать омерзительность и тошнотворность русской версии капитализма.

## Создание и публикации
Повесть была написана после переезда Крапивина в родной город Тюмень, автор закончил работу в августе 2007 года. По словам биографа А. Щупова, повесть создавалась непосредственно после реальных трагических событий. Произведение было напечатано в журналах «Путеводная звезда» и «Север» в начале 2008 года и в том же году вошло в 26 том собрания сочинений писателя издательства «Эксмо». 
Повесть вошла в шорт-лист премии «Ясная поляна» за 2008 год и победила в номинации «Лучшая детская книга для взрослых» среди лучших книг года по версии журнала «Афиша».

## Сюжет
Действие отнесено к современности, к 2007 году.

### Часть первая. Смок
Мальчик Иннокентий (Инки) Гусев живет на краю Краснореченска в поселке Столбы в двухкомнатной квартире со старой подругой матери Марьяной. Мать, у которой, по мнению Марьяны, «цыганская натура», бо́льшую часть времени проводит в командировках. Жизнь Инки полна «бесцветной скуки» и «серого равнодушия», в школе нет «ни радостей, ни приятелей», а компьютерные игры ему быстро надоели. Отношения между Инки и Марьяной не слишком ладятся, но между ними уговор: Марьяна не трогает Инки, а Инки не замечает ночных посещений её друга, шофера Вика. У мальчика есть старые ржавые ходики, который он нашёл на мусорной свалке и починил. По вечерам на натянутой над его кроватью леске иногда появляются канатоходцы-акробаты, близнецы Сим и Желька размером с шариковую ручку. Они танцуют, иногда отправляясь в «космические пространства». Однажды на леске появляется муха, с которой Инки начинает дружить, называя её «Дагги-тиц» , по звуку, который издают ходики. Инки знакомится с рыжей веснушчатой девочкой Полей Янкиной; они решают называть друг друга Инки и Полянка, начинают дружить и вместе играют в литературном утреннике «Стрекоза и муравей». Мальчик придумывает для маленькой пьесы положительный финал; его уважительно называют «Смоктуновским», после чего у него появляется прозвище Смок. Мальчик смотрит фильм «Гамлет» и размышляет над ним, читает «Смок Беллью» Джека Лондона и начинает читать постоянно («Том Сойер», «Приключения Алисы», «Хоббит», «Одиссея капитана Блада»), забыв про сериалы, которые смотрит Марьянка. Во время каникул Полянка уезжает в лагерь и не возвращается: их семья переезжает. Инки переходит в третий класс. 
С появлением строгой учительницы Таисии Леонидовны, которая запрещает ходить в школу в джинсах, у Инки начинаются проблемы. Трое хулиганов-семиклассников во главе с Расковаловым (по прозвищу Бригада) нападают на Инки, порвав ему брюки. Вик безуспешно разговаривает с учительницей, а на следующий день троица избивает мальчика, которому удаётся, лежа на земле, порезать острым камешком ногу Бригады. На обсуждении у директора руководство школы унижает Инки, обвиняя его в том числе в нападении на Бригаду; отец Расковалова, подполковник милиции, признает вину своего сына (Инки рассказывает, что на него нападали неоднократно) и забирает его домой, собираясь наказать. Инки отказывается извиняться перед завучем и уходит со словами «чтоб вы все сдохли». Муха умирает, а ходики больше не тикают, Инки их разбирает. Мальчик не успевает похоронить муху, и на входе в школу дежурные пытаются отобрать коробок с насекомым, думая, что это спички; Инки вырывает коробок из рук исторички. Он хоронит муху на аллее среди цветов и знакомится с человеком по имени Борис, с которым делится своими бедами. Борис обещает принести ему нужную гирю для ходиков. Инки не приходит в назначенное время, поскольку класс задерживают после уроков, но позже находит гирю в тайном месте под скамейкой. 
Приезжает мама с «невысоким и широкоплечим» дяденькой «средних лет», Сергеем Егошиным. Их вызывают к директору, после чего Егошин решает, что Инки оставит школу и поедет с ними в Южнодольск, хотя мама колеблется. Егошин раньше был лётчиком, а сейчас работает диспетчером из-за проблем с позвоночником после аварии; он предлагает Инки отцовство. Инки хочет перезахоронить муху, но место уже перекопано; на улице ему отдают полудохлого котенка, которого Инки называет Альмиральте (или Алька) и берёт с собой. Они переезжают в Брюсово, недалеко от Южнодольска; по приезде Инки изучает в интернете биографию Смоктуновского и информацию о фильме «Гамлет».  
Инки неожиданно встречает Полянку, письма которой на школу ему не передавали. Она говорит, что взорвались Ихтымские военные склады, и её отцу, инженеру-саперу, пришлось этим заниматься. Друзья оказались в одной школе; благодаря Егошину директор переводит Инки в класс Полянки. В школе Инки нравится, он счастлив, что рядом есть Полянка; девочка говорит, что Дагги-тиц не обычная муха, а живая душа. Инки знакомится с компанией «Штурманят» под руководством студентки Зои, ребята занимаются разной самодеятельностью от любительских постановок до походов. По предложению Зои мальчик успешно исполняет роль Комара в школьном спектакле «Муха-Цокотуха», хотя в момент признания Мухе (Полянке) в любви не может произнести стихи. Полянка говорит, что их бывшего руководителя Бориса, по прозвищу Мелькер, убили.

### Часть вторая. Красный флаг с косицами
Инки узнает от Полянки и Гвидона (Григория), мальчика «со спрятанной внутренней тоской», что их полуподвал на Штурманской улице понадобился местному бизнесмену по фамилии Молочный для кафе. С помощью мэра Волчаткина, подославшего трёх ребят-провокаторов, было сфабриковано обвинение Мелькера в педофилии. Его специально увезли в Южнодольск, где он умер от избиений уголовников в изоляторе до суда. Видя у Гвидона фотографию Мелькера, Инки понимает, что это его знакомый Борис. По словам Гвидона, родители Бориса отказались от борьбы с властями, а Молочный так и не получил подвал; Гвидон, которому Борис заменял отца после смерти матери и запоя отца, считает, что Молочного надо покарать. «Штурманята» ставят музыкальную пьесу «Бегство рыжей звезды» про уличную кошку Беатриску (Полянка), которую жулики посадили в клетку и сделали «звездой», экспонатом выставки; её спасает кот Оська (Инки). В пьесе упоминается «золотом набитый» «жадюга, вор и бандит», «кефирный и молочный». Инки видит Молочного по телевизору ― бритоголовый и круглоголовый бизнесмен с прямым носом напоминает манекена. 
Зимой Инки мало видится с мамой, дружит с Полянкой и Гвидоном. Он читает «Властелин колец» и смотрит фильм «Последний дюйм», о сюжете которого ему рассказывал Егошин; по словам Гвидона, Инки похож на героя фильма. Полуподвал возвращают, и премьера «кошачего мюзикла» в новогодние каникулы проходит на ура. Молочный избирается в депутаты, в газетах появляются снимки его объятий с мэром Волчаткиным. Инки посещает могилу Бориса. Неожиданно на двери в полуподвал появляется вывеска «У ДОБРОГО КАРАБАСА. Кафе», а у входа ― охрана. Ребята импровизируют, играя «Бегство рыжей звезды» на улице в присутствии собравшейся толпы, начавшей подпевать, журналистов (их позвала Зоя), снимающих происходящее на камеру, и милиции. 
Инки и Гвидон случайно встречают Юру Вяльчикова, одного из ребят, оговоривших Мелькера: его заставили это сделать, он боялся за свою маму; Вяльчиков говорит, что не живет, а доживает, потому что мама умерла. Гвидон приводит Инки на пустынное болото, где спрятана бомба (оставшаяся после взрыва складов), с помощью которой он предлагает взорвать машину Молочного дистанционно, закопав снаряд на дороге. Инки мучается, не желая предавать Гвидона, но ночью возвращается на болото, выворачивает взрыватель и бросает его; происходит взрыв. Инки понимает, что чудом не погиб. В итоге Гвидон сохраняет Молочному жизнь в последний момент, хотя он специально вставил запасной взрыватель, зная, что Инки его вытащит, и не считая того предателем, так как, по его словам, Инки не мог предать самого себя и всех, кто у него есть. Инки, проверяя, нажимает на кнопку на мобильнике и взрывает бомбу на пустой дороге. В тот же день машину Молочного взрывает Юрий Вяльчиков, погибая на месте и оставляя записку «Гады жить не должны»; бизнесмен получает тяжелые травмы, но выживает. Гвидон винит себя в смерти Вяльчикова, но Инки говорит, что тот просто не хотел жить. Мама Инки уходит от Егошина, возможно, из-за его инвалидности, и уезжает; Инки не знает, что ему делать, куда идти и как жить. Егошин предлагает остаться, и Инки после колебаний соглашается. На ходиках снова появляется муха.

## Анализ и оценки
Писатель Ш. Идиатуллин, высоко оценивая повлиявшее на него самого творчество Крапивина советского периода, посчитал, что повесть выделяется на фоне неудачных поздних произведений, созданных по «модульной сборке». Идиатуллин счёл повесть «правильной, сильной и нужной», хотя и по неясным причинам, поскольку она представляет собой серию повторов, которые, однако, не выглядят вторичными. Писатель соотнёс дружбу с мухой с «Баркентиной с именем звезды» (лягушонок Чип); школьный конфликт копирует «Сказки Севки Глущенко», образ Полянки — «Сказки…» и «Журавлёнок и молнии» (к последнему роману отсылает и образ «сурового папы-мента»); перипетии с подвалом воспроизводят коллизии из «Мальчика со шпагой»; Инки не отличается от Кинтеля («Бронзовый мальчик»); имеются отсылки к повестям «Трое с площади Карронад», «Дело о ртутной бомбе» и т. д. Критик обнаружил «истинность», свойственную именно Крапивину «истовость», «эффект неожиданности» в течение всего сюжета и правильный финал. Идиатуллин предположил, что, с одной стороны, удача может быть связана с возвращением автора на родину, в Тюмень; с другой стороны, общество, возможно, стало близко напоминать СССР периода лучших произведений писателя: в таком случае позиции Крапивина можно считать «единственно возможными и справедливыми».
Кандидат филологических наук А. Шепелёв расценил повесть как провальную, без достоинств и со множеством недостатков, представляющую собой бесталанное подражание Крапивину и вызывающую «горестное удивление». Из «наиболее гнетущего» критик отметил гротескные образы героев, бесчисленное количество повторов, неудачные авторские попытки стилизации под самого себя в нескольких местах (что приводит к фальшивости) и «ритуальные наезды на людей в форме» в сочетании с «расшаркиванием перед благороднейшими и честнейшими журналистами…». Так, гротескное изображение Молочного как нелюдя, пришельца или манекена не оправдано (в отличие, например, от фантастического романа «Голубятня на жёлтой поляне») и является примитивным способом расчеловечивания врагов. Шепелёв раскритиковал образ Инки, вокруг которого сосредоточены все возможные несчастья и который не вызывает сочувствия из-за своей гротескности, картонности; Инки является функцией, а не живым человеком, и не отличается от куклы Пьеро, которого все бьют. У ребёнка практически нет семьи и почти нет друзей, в его жизни есть только «ходики, муха и двойняшки-акробатики». Критик посчитал его поведение неадекватным и чрезмерно агрессивным по сравнению с социальной нормой, ответы Инки на обычные поступки окружающих невозможно спрогнозировать, а его ценности так же извращены, как и у его врагов-злодеев. В частности, драка с учителем из-за коробка с мухой (этот психоз критик характеризовал как «страшный») или его фраза «чтобы вы сдохли» указывают на возможные последствия в будущем (когда Инки вырастет), например, позволяют «бросить человека в Вечный Огонь». Среди немногих удачных эпизодов критик выделил описание «кошачего мюзикла» и переход Гвидона и Инки через болото.
Нас вы не заманите в квартиры, 
Нас вы не накроете сетями! 
Даже полицейские мундиры 
Кошки могут изодрать когтями! 
А жадюгу, вора и бандита 
От обжорства разнесёт на клочья! 
Пусть он даже золотом набитый, 
Пусть он и кефирный, и Молочный… .
Литературный критик Л. Данилкин посчитал, что повесть уместно характеризовать высокопарно как «шедевр» и «замечательную прозу». По мнению критика, произведение, с одной стороны, представляет собой совершенную «повесть для юношества», «невероятно простую, ясную, недвусмысленную», а с другой стороны, это рассказ про «оккупантов…в завоёванной стране». По мнению Данилкина, автору удалось ясно показать омерзительность и тошнотворность русского варианта капитализма, «капиталистического скотного двора», который вызывает не «смех — одни слёзы». Крапивин описал так называемую «стабильность» 2007 года: слабых, включая детей, бьют и постоянно ставят перед выбором по вопросам мести, убийства, предательства, бегства, общения или ухода в себя. Эта реальность включает, по словам Данилкина, все приметы времени: мобильники и выборы в регионах, вымогательство со стороны старшеклассников и убийства в тюрьмах. Историю предателя Юры Вяльчикова, который очистился, критик посчитал наиболее ужасной.
Данилкин отмечал, что социальный подтекст, который может быть неочевиден для читателя-ребенка, дополняется литературным: повесть представляет собой сложную и многослойную «систему проекций», в которой совмещаются литературные миры («Гамлет», «Муха-цокотуха», «Стрекоза и муравей» и др.) и происходящее с героем; те или иные произведения становятся ремейками в реальной жизни. По словам критика, герой ассоциирует себя со Смоктуновским и с Гамлетом, его жизнь превращена в пьесу «Гамлет», в которой действуют герои Шекспира: «предательница мать, отсутствующий — убитый? — отец, отчим, подружка-Офелия, Розенкранц и Гильденстерн». Инки воспринимает собственные фантазии и галлюцинации (акробаты, говорящий кот и т. д.) как реальность, защищаясь от окружающего мира, ужасы которого по мере их увеличения делают фантазии все более незрелыми. Как полагал Данилкин, «романтическая» реальность существует рядом и требует не бегства в неё, а всего лишь знания о ней (в чём, например, помогают ходики); это традиционный «хилерский» метод писателя, которому не нужна «хирургия» для попадания в другой мир. По мнению критика, произведение, несмотря на сложность, обнаруживает в себе странную «потустороннюю прозрачность». В этой связи Данилкин сравнил повесть с иконой, посчитал её скорее откровением и житием, чем вымыслом и приключениями. Данилкин заключал, что повесть несёт позитивный посыл, оказывает «освежающее, радостное, духоподъёмное» воздействие, поскольку автор называет вещи своими именами и разрушает «мантру про дивный новый мир»: мерзавцы (которых у Крапивина стало намного больше) суть мерзавцы, а не менеджеры, у которых проблемы с духовностью.
Журнал «Афиша» назвал произведение «учебником по психологической самообороне», который не обязательно предназначен для детей. Литературный критик Л. Бергер посчитала повесть книгой о «мальчишеском одиночестве»: единственным другом героя является муха, а в её смерти мальчик винит себя из-за слов «чтобы вы все сдохли». В этом Бергер усматривала значимую проблему крапивинских героев: в четко заданном мире и заданной морали возникает вопрос, в какой степени мальчишка ответственен за зло. Критик отмечала, цитируя повесть, что после смерти мухи Инки воображает себя Гамлетом со шпагой (линейкой), который «никого не убивал…но…прорубался через обступающее..зло». По выводу Бергер, борьба ведётся «со всем злом сразу», а помощи ждать неоткуда, кроме как от самого автора, который предоставляет возможность «избавления от одиночества». Литературовед О. Сухих, рассматривая типичный для писателя мотив переезда семьи, мучительного по последствиям для ребёнка (что не осознаётся взрослым), отметила, что в повести эта проблема ставится остро: мать Инки относится к сыну как в вещи, которая передается из рук в руки, берётся с собой или оставляется. Писатель О. Мошников посчитал повесть увлекательной, хотя и наполненной мрачными событиями «в бесчувственном беспросветном мире»; по его мнению, Крапивин размышлял о возможности победы над злом, а главная мысль была выражена автором в словах Инки о том, что гибель людей, будь то мальчишка или Молочный, на фоне каждодневных катастроф сегодня является обыденным делом и мало кого волнует. Мошников отметил, что герой страдает от «одиночества, непонимания, несправедливости», однако в конце концов «торжествуют справедливость и любовь». Писатель Д. Быков характеризовал повесть как прекрасную, А. Щупов ― как непростую и мрачную.

### Анализ Ю. Аникиной
Литературовед Ю. Аникина, рассматривая тему конфликта в творчестве писателя, отмечала, что в повести и внешний, и внутренний конфликты начинаются с «гамлетовского вопроса» и являются необходимым этапом духовного становления личности. Конфликт между детьми связан с противостоянием «своих» и «чужих». По её мнению, Инки всё время ведёт себя конфликтно по причине безразличия и агрессии со стороны, соответственно, взрослых и ровесников. Согласно Аникиной, разрешение внешнего конфликта включает две стадии: сначала Инки адаптируется в детском коллективе, в котором занимает своё положение, более не воспринимая сверстников как врагов; затем имеет место «испытание страхом», боязнь предать и потерять друга (Гвидон). Когда герой делает нравственный выбор, окончательно формируется его идентичность и изменяется собственное «Я» — Инки обретает духовную независимость. Этот момент связывается с ключевым эпизодом, когда друзья пытаются отомстить Молочному: антагонист инициирует внешний конфликт, осуществляя физическое насилие (убийство Мелькера), в результате чего Инки и особенно Гвидон видят «ситуацию исключительно в полярных оттенках чёрного и белого». В ходе долгих размышлений над моральной дилеммой Инки переходит от пассивной позиции к активному утверждению: он решает, что нельзя лишать жизни человека, даже Молочного, который представляет собой «мировое зло», хотя, как отмечала исследователь, образ бизнесмена довольно абстрактный и гиперболизированный. Как полагала Аникина, автор даёт герою возможность осознать недопустимость убийства, которое не поможет «штурманятам», а приведет к «чудовищным последствиям», к духовной гибели двух героев.
Аникина отдельно рассмотрела значимый в контексте главного конфликта эпизод с Юрой Вяльчиковым, действия которого расходятся с духовным развитием героев, он становится антагонистом. Исследователь отметила напряжённость длительного межличностного конфликта и некоторый паритет между его сторонами: в конфликте участвуют только Гвидон и Юрий. Как отмечала Аникина, поведение Вяльчикова при встрече с Инки и Гвидоном (безразличный взгляд, бесцветный голос и т. д.) указывает на то, что он оказался случайной жертвой конфликта, а Гвидон, в свою очередь, ведёт себя агрессивно, пока не узнает обстоятельства предательства Вяльчикова. По оценке Аникиной, конфликт смягчается благодаря взаимному чувству сострадания. По мнению Аникиной, субъективные причины конфликтов варьируются (например, у Вяльчикова это чувство вины, смерти матери и Мелькера), но в их основе лежит «столкновение мира детства с меркантильными интересами взрослых». По её мнению, результаты конфронтации могут быть различными для разных героев, в зависимости от их связи с гибелью Мелькера, что определяет их индивидуальное смысловое восприятие: если Юрий не способен отстраниться от ситуации и видит её ограниченно и однозначно, с позиций силы, то Гвидон, чье восприятие изначально похожее, смотрит на конфликт шире и поэтому в конечном счете выбирает «разумный компромисс». Аникина заключала, что конфликт между Вяльчиковым и Молочным, хотя и деструктивен для подростка и завершается трагически, выполняет конструктивную функцию в произведении: он указывает на социальные проблемы, на неспособность детского мира противостоять миру взрослых. Этот конфликт, по её мнению, служит «сплочению детской группы», раскрывает индивидуальные качества и помогает «преодолеть кризис идентичности»; происходит «утверждение ценности человеческой жизни», ценностей гуманизма.
Рассматривая случай в качестве инициирующего конфликт фактора, Ю. Аникина отметила, что его двойственная природа в повести проявляется в двух планах повествования. Фантастический элемент связан с «искусством забвения» (ars oblivionalis), с «контр-памятью детства», в которой запечатлены «образы проявлений чудесного и…невиданного». Психологическая защита ребёнка оказывается двойственной: Инки уходит в воображаемый мир и одновременно агрессивно ведёт себя в реальности. Так, воскрешение мухи и маленькие акробаты трактуются как способ, с помощью которого ребёнок защищается от конфликтов. В рамках реалистического сюжета случай имеет совершенно другие функции и связан с тем, что герой по воле автора оказывается в «определенном времени и…определенных обстоятельствах». Здесь случай, согласно Аникиной, помогает показать конфликты, связанные со становлением личности героя. По выводу Аникиной, два плана повествования, фантастический и реалистический, объединяются, когда «писатель трансформирует случай в фатальность»: после болезненной для Инки конфронтации в школе (где происходит кульминация внешнего конфликта), его ждёт ещё одно несчастье — смерть мухи.

## Издания

### Журнальные публикации
- Крапивин В. Дагги-Тиц // Север. — Петрозаводск, 2008. — № 1—2. — С. 100―143. — Первая часть.
- Крапивин В. Дагги-Тиц // Север. — Петрозаводск, 2008. — № 3—4. — С. 14―60. — Вторая часть.
- Крапивин В. Дагги-Тиц // Путеводная звезда. Школьное чтение. — М. : Российский детский фонд, 2008. — № 1. — Начало.
- Крапивин В. Дагги-Тиц // Путеводная звезда. Школьное чтение. — М. : Российский детский фонд, 2008. — № 2. — Окончание.

### Книжные издания
- Крапивин В. Дагги-Тиц // Бриг «Артемида». — М. : Эксмо, 2008. — С. 267—475. — (Русская фантастика). — Илл. на обложке В. Савватеева. — 8000 экз. — ISBN 978-5-699-29916-4.
- Крапивин В. Дагги-Тиц // Дагги-Тиц. — М. : Эксмо, 2008. — С. 389—598. — (Владислав Крапивин). — Илл. на обложке В. Савватеева. — 5000 экз. — ISBN 978-5-699-26333-2.
- Крапивин В. Дагги-Тиц. — Киев : СТ-ДРУК, 2013. — С. 6—234. — (Тополята). — Илл. Е. Стерлиговой. — 2500 экз. — ISBN 978-966-2717-06-8.
- Крапивин В. Дагги-Тиц. — М. : Издательский Дом Мещерякова, 2017. — 240 с. — (БИСС. Крапивин). — Илл. Е. Стерлиговой. — 4050 экз. — ISBN 978-5-00108-054-1.
- Крапивин В. Дагги-Тиц: Повесть / худ. А. Арестов. — М.: Омега, 2020. — 272 с. — (Школьникам. Проверено временем). — 5100 экз. — ISBN 978-5-465-03685-6.